# 陶街
陶街，是中國廣州市越秀區一條著名的街道。位於解放中路以西，朝天路以東，六榕路侧，因街内及附近的電器市場及二手物品市場而在珠三角地區馳名。

## 歷史
陶街之名，是為了紀念明代的陶成、陶魯父子。因陶成、陶鲁父子有戰績，明朝嘉靖四十年，於忠賢坊後街（今陶街）建“忠烈祠”以紀念。

## 特色
自20世紀90年代起，陶街逐漸成爲了周末的新舊電器交易的跳蚤市場。後來規模擴至附近街道，如粵華街、解放中路、將軍東路、六榕路等地，而販賣的貨品亦不限於新舊電器及配件，軍事藏品、黑膠唱片、音響設備、通訊設備等也吸引不少愛好者。除了在陶街之外，不少商鋪開入了後來開張的六榕路陶街電器城、將軍東電器城和解放中路的新陶街電器城。因此，當談及電器及二手市場時，廣義的“陶街”還包括以上的地點。

## 公共交通
- 广州地铁1号线2号线 公園前站

均在鄰近陶街位置設有出口。